# 比佛縣 (猶他州)
比弗县（英語：Beaver County）是美国犹他州西部的一個縣，面積6,708平方（2,590平方英里）。根據2020年美國人口普查，共有人口7,072人。縣治比佛。該縣成立於1856年，縣名源自美洲河狸。